# Sylvain Blanchet
Sylvain Blanchet, né le 26 mars 1892 à Saint-Fiel (Creuse) et mort accidentellement le 2 août 1947 à Jouillat (Creuse), est un homme politique français.
Syndicaliste agricole, militant du mouvement coopératif, Député socialiste de la Creuse (1936-1942).

## Biographie
Fils d'un petit propriétaire exploitant établi à Bournazeau, commune de Saint-Fiel (Creuse), il fréquente l'école primaire supérieure de Guéret avant de reprendre la ferme familiale. Il y fonde une famille et sera père de quatre enfants.
Appelé sous les drapeaux, il y est maintenu jusqu'en 1919. Il participe en 1916 à la bataille de Verdun au cours de laquelle il est atteint au bras gauche par un éclat d'obus, qui le laisse infirme. Marqué par cette épreuve, il devient un pacifiste intransigeant.

### Engagement dans le mouvement coopératif et syndical
Très tôt il prend conscience de la nécessité de l'organisation collective et professionnelle du monde paysan. C'est pourquoi il fonde, en 1921, avec quelques amis la première coopérative agricole de la Creuse "La marchoise" dont il sera le directeur de 1934 à 1936.
À partir de 1933, il prend une part active dans l'animation de la Confédération nationale paysanne (CNP). Cette organisation syndicale agricole se développe essentiellement dans le centre de la France. L'écrivain paysan Émile Guillaumin en sera membre.
Administrateur de l'Union des coopérateurs du centre (UCC) depuis 1924, il tente plusieurs expériences de rapprochement entre les coopératives de productions et de consommateurs, notamment avec André Desmoulin et Camille Riffaterre.
Son militantisme le conduit à prendre des responsabilités nationales au sein du mouvement coopératif agricole. Il est secrétaire général de l'Union centrale des coopératives agricoles (UCCA) et directeur général du Comité national d'action agricole au moment de sa mort.

### Engagement politique
- Engagé très jeune en politique, il est candidat sur la liste SFIO en 1919 dans la Creuse à l'âge de 27 ans.
- Candidat à nouveau en 1924, la liste SFIO est devancée par la liste Radicale socialiste. Seul Camille Benassy représente les électeurs socialistes à la Chambre des députés.
- Il est élu finalement député de la Creuse en 1936, dans le mouvement qui porte le gouvernement de Front populaire et Léon Blum au pouvoir.
- Il devient un membre très actif de la commission de l'agriculture. Il est rédacteur de nombreux rapports proposant des mesures pour l'amélioration de la condition paysanne et la stabilisation des revenus agricoles. Il est une des chevilles ouvrières de la création de l'Office national interprofessionnel du blé (actuel Office national interprofessionnel des grandes cultures). Il travaille en étroite collaboration avec le ministre Georges Monnet.
- Marqué par l'épreuve de la guerre, il intervient régulièrement pour la mise en place de mécanismes garantissant la sécurité collective.
- Le 10 juillet 1940 il vote le projet de loi constitutionnelle accordant les pleins pouvoirs au Maréchal Philippe Pétain.
- À la Libération, en raison de son attitude patriotique durant la guerre, il n'est frappé d'inéligibilité que pour une durée de quatre ans. N'ayant pas d'ambition particulière, il se consacre à la défense du monde agricole, au sein des organes coopératifs et du Conseil économique et social où il représente la Confédération générale de l'agriculture (CGA). Il collabore régulièrement avec Tanguy Prigent, ami de longue date, et ministre de l'agriculture de l'époque.
- Tirant les leçons de son expérience politique, il publie en 1946 aux Presses du Massif Central "Une Constitution pour la IVe République" ouvrage dans lequel il présente ses conceptions de l'organisation des institutions républicaines.

## Mandats électifs

### Parlementaire
- 1936-1942 : député de la Creuse (circonscription de Guéret)

### Mandats locaux
- 1925-1937 : membre du Conseil général de la Creuse (canton de Guéret)
- 1935-1940 : premier adjoint au maire de Guéret
- 1925-1940 : conseiller municipal de Guéret
- 1919-1925 : conseiller municipal de Saint-Fiel